# Araneus apache
Araneus apache este o specie de păianjeni din genul Araneus, familia Araneidae, descrisă de Levi, 1975. Conform Catalogue of Life specia Araneus apache nu are subspecii cunoscute.